# John Sawers
Sir Robert John Sawers, GCMG, (* 26. Juli 1955 in Warwick) ist ein britischer Diplomat. Von November 2009 bis zum 1. November 2014 leitete er den Secret Intelligence Service (MI6).

## Leben
Robert John Sawers wuchs mit vier Geschwistern in Bath auf. Er besuchte die Beechen Cliff School, wo sein Hürdenlaufrekord bis heute ungebrochen sein soll. Er studierte Physik und Philosophie an der University of Nottingham, University of St Andrews, Witwatersrand-Universität. Seine Frau Shelley ist Lehrerin. Sie haben drei erwachsene Kinder.
Von 1993 bis 1995 war Sawers Privatsekretär von Douglas Hurd und bekam ein Jahr ein International Fellow Stipendium an der Harvard University.
1996 trat er in den Auswärtigen Dienst der britischen Botschaft in Washington. Dort leitete er bis 1998 ein Team, das sich mit Außen- und Verteidigungsfragen beschäftigte.
Von Januar 1999 bis Sommer 2001 zur Zeit des Kosovokonfliktes war er außenpolitischer Berater von Tony Blair, des Weiteren wurde er im Nordirlandkonflikt mit der Umsetzung des Karfreitagsabkommen beschäftigt.
Von 2001 bis 2003 war Sawers Botschafter Ihrer Majestät in Ägypten (unter Muhammad Husni Mubarak), anschließend war er besonderer Vertreter der britischen Regierung im Irak zur Unterstützung der Koalitions-Übergangsverwaltung nach dem Sturz Saddam Husseins.
Von August 2003 bis 2007 war Sawer politischer Generaldirektor im Foreign and Commonwealth Office. Sawers beschäftigte sich mit der Politik des Vereinigten Königreichs im Iran, Irak, Afghanistan und den Balkanländern.
Von August 2007 bis November 2009 war er ständiger Vertreter der Regierung des Vereinigten Königreichs bei den Vereinten Nationen.
Sawers leitete das britische Team der EU-3 Verhandlungen zum iranischen Atomprogramm.
Er gehört zu den 89 Personen aus der Europäischen Union, gegen die Russland im Mai 2015 ein Einreiseverbot verhängte.
Vom 11. bis 14. Juni 2015 nahm er an der 63. Bilderberg-Konferenz in Telfs-Buchen in Österreich teil.